# Панарин, Игорь Владимирович
И́горь Влади́мирович Пана́рин (9 марта 1966, Новосибирск, СССР, РСФСР, Россия) — российский журналист, тележурналист, режиссёр документального кино, продюсер, главный редактор московского экологического журнала «ЭкоГрад» (с 2012 г.). Академик Евразийской академии телевидения и радио (ЕАТР), ученик Народного артиста России Евгения Герасимова.

## Биография
В 1988 году закончил Ленинградское высшее инженерное морское училище (ЛВИМУ) имени адмирала С. О. Макарова по специальности «инженер-метеоролог».
В журналистике с 1991 года. Работал на Ленинградском телевидении, в телекомпании «Мир», в программах «Времечко» (НТВ), «На самом деле» с Михаилом Леонтьевым (ТВ Центр), «Однако» с Михаилом Леонтьевым (Первый телеканал), «Доброе утро» (Первый канал), «Неделя» с Марианной Максимовской на «РЕН ТВ». Ведущий и художественный руководитель программы «Русский стиль» на телеканале «2х2». Руководитель программы «Русский календарь» (телеканал «Московия»). С 2001 по 2004 год также работал корреспондентом информационных передач «Сегодня», «Криминал» и «Чистосердечное признание» на телеканале НТВ. Один из главных героев скандала с телетрансляцией по НТВ штурма спецназом театрального центра на Дубровке («Норд-Ост», 26 октября 2002 г.).
Продюсер телеканала СГУ ТВ, автор и ведущий циклов программ «По законам Мёрфи», «Нанотехнологии», «Формула успеха» на этом телеканале.
Сотрудничал с газетами «Негоциантъ», «Московский комсомолец», «Аргументы и Факты».
Генеральный продюсер Межгосударственного форума стран прикаспийского региона «Каспий — центр многополярного мира» (2006 г.).
Главный редактор журнала «Охотничья избушка» (2003—2005 гг.).
Вице-президент Лиги экологических журналов (учреждена в декабре 2013 г.).
Сооснователь городской сетевой экологической библиотеки «Экотека-Москва»
Главный редактор московского экологического журнала «ЭкоГрад» (с 2012 г.).
Участник праймериз «Единой России» по выборам в Госдуму, зарегистрирован в Сергиево-Посадском одномандатном избирательном округе № 21/125.
По предложению путешественника Фёдора Конюхова участвует в подготовке проекта первой фермы в России по разведению ездовых собак для участия в Олимпиаде 2030 года.
Режиссёр более 20-ти документальных лент, в том числе посвященных выдающимся авиаконструкторам XX века — Г. М. Бериеву, А. А. Туполеву, В. М. Мясищеву, а также фильма «Россия без гиков» (2011) о кризисе социальной ориентации российской молодёжи, посвящённого поэту Мирославу Немирову (1961—2016). Совместно с Евгением Герасимовым снял цикл фильмов «Сокровища Земли Российской» по заказу и при поддержке Министерства культуры Российской Федерации. Автор международного экологического проекта и акций «Посади рощу ста слов», которые стартовали в 2015г. и содействуют реализации столичной программы "Миллион деревьев", в рамках которой проводится озеленение улиц и парков Москвы.
Автор курса лекций и практических занятий по телевизионной журналистике.
В апреле 2017 года вошёл в научный совет создаваемого в Санкт-Петербурге центра по содействию внедрения в городское хозяйство патентов и изобретений.

## Работа в «ЭкоГраде»
Фактически возродил журнал «ЭкоГрад», издаваемый Департаментом природопользования и охраны окружающей среды города Москвы с 2004 г. и не выходивший долгое время. Создал оригинальный журналистский формат, позволяющий привлекать большое количество связанных с экологией в её широком понимании идей и тем.
Одним из первых стал публиковать в журнале критические материалы по отношению к официальной экологической практике («Предолимпийский Сочи: Спасибо, что живой» 2013. — № 10), интервью опальных экологов («Сурен Газарян: Воин бесплодной земли», 2013. — № 9). Успешным креативным проектом стали тематические спецвыпуски журнала, в особенности по байкальской тематике («Байкал: призрак катастрофы из блеска жемчужины», 2015 г.). Апогеем политического влияния стала ситуация с тушением байкальских лесных пожаров, когда журнал прорвал «завесу молчания» СМИ и способствовал привлечению общественного внимания к этой проблеме, что привело в конце концов к масштабной рокировке среди региональных властей, а также продвижению местных активистов (собкоров «ЭкоГрада») во властные структуры. Принимал участие в составе российской делегации экологов и журналистов, приглашенных Еврейским национальным фондом («Керен Каемет ле-Исраэль») (ККЛ) в декабре 2016 года, для разбора причин осенних пожаров в Хайфе. Один из инициаторов по проведению в школах гор. Москвы и других крупных городах проверок с помощью масс-спектрометров для определения уровня загрязнения частицами тяжёлых металлов и канцерогенными веществами.
Автор популярной премии «Эколог года» по версии «ЭкоГрада».

## Награды и премии
Лауреат VII Международного конкурса деловой журналистики «PRESSЗВАНИЕ», 20 апреля 2012 г.
Фильм «Россия без гиков» (реж. Игорь Панарин) получил 12 ноября 2011 г. Участник Международного кинофестиваля документальных фильмов «Золотая Панда» в китайской провинции Сычуань

## Публикации
- Найти Гармонию через обретение Силы
- «Останкино» в колючей проволоке
- Михаил Лесин — вожатый в телестране вечных детей
- Нобелевская карта ударов по России
- Светлана Журова: «Для молодых важно реализовать себя»
- Игорь Слюняев: «Моя жизненная стезя — это служение Отечеству»
- Виктор Мостовой: «Плохо, что в возрождении страны мало кто видит смысл для себя лично»
- Арена идущих жить. Колонка главного редактора Игоря ПАНАРИНА в новом — октябрьском — номере «ЭкоГрада»
- Куда уплывает экология? Алексей Яблоков. Последнее интервью обращено к Владимиру Путину
- Главного генератора отечественной протеомики наградили орденом «За заслуги перед Отечеством»
- «Список Шиндлера» из миллионов русских файеров